# Isla Busch
Isla Busch es una isla fluvial de Bolivia ubicada en el río Paraguay, perteneciente al departamento boliviano de Santa Cruz, tiene una superficie de 1,55 km². 
Es una isla pantanosa al estar situada en la región del Pantanal, tiene un perímetro costero de 6,10 kilómetros y unas dimensiones de 2,80 kilómetros de largo por 0,87 kilómetros de ancho máximo, administrativamente pertenece a la provincia de Germán Busch